# L'adéu final
"L'adéu final" (títol original en anglès "The Big Goodbye") és el dotzè episodi de la primera temporada de la sèrie de televisió de ciència-ficció estatunidenca Star Trek: La nova generació, es va emetre originalment l'11 de gener de 1988, en redifusió als Estats Units. Aquest va ser el segon crèdit de la sèrie per  Tracy Tormé després de l'episodi "Refugi". Rob Bowman planejava dirigir l'episodi, però es va canviar a "Datalore" a causa dels retards en la seva producció. Com que Bowman treballava en un altre episodi, Joseph L. Scanlan es va convertir en el director.
Ambientada al segle XXIV, la sèrie segueix les aventures de la tripulació de la nau de la Flota Estel·lar de la Federació Enterprise-D. Aquest episodi és el primer que se centra principalment en l'holocoberta, una tecnologia que pot crear entorns simulats immersius realistes. A l'episodi, el capità Jean-Luc Picard (Patrick Stewart), el tinent comandant. Data (Brent Spiner) i la Dra. Beverly Crusher (Gates McFadden) queden atrapats, a causa d'un mal funcionament de l'ordinador, en un programa holocoberta d'estil gàngster dels anys 40 amb el capità Picard fent el paper del detectiu Dixon Hill.
Tormé va acreditar a Gene Roddenberry la idea de la novel·la policial, i va emprar un estil de cinema negre fent referència a El falcó maltès (1941). Lawrence Tierney, que va aparèixer a pel·lícules de cinema negre als anys quaranta, va ser estrella convidada com a Cyrus Redblock. L'escenari de Dixon Hill va reaparèixer en dos episodis posteriors de la sèrie i a la pel·lícula Star Trek: First Contact (1996).
11,5 milions d'espectadors van veure "L'adéu final"; La recepció crítica va ser mixta. Un crític el va trobar massa semblant a l'episodi de La sèrie original "Un tros de pastís". Altres crítics es van queixar de l'holocoberta, però van elogiar l'actuació de Tierney. L'episodi va guanyar un Premi Emmy pel vestuari en una sèrie i és l'únic episodi de Star Trek que ha guanyat mai el Premi Peabody.

## Argument
El Enterprise es dirigeix a Torona IV per obrir negociacions amb els jarada, una raça semblant a un insecte que és inusualment estricta en qüestions de protocol. Després de practicar la complexa salutació que requereixen els jarada per obrir negociacions, el capità Jean-Luc Picard (Patrick Stewart) decideix relaxar-se amb una història de detectius hard-boiled de Dixon Hill a l'holocoberta. Interpretant el detectiu Hill a l'holoprograma, Picard aborda el cas de Jessica Bradley (Carolyn Allport), que creu que Cyrus Redblock (Lawrence Tierney) està intentant matar-la. Picard decideix continuar el programa més tard i abandona l'holocoberta per confirmar la seva arribada estimada a Torona IV. Convida la doctora Beverly Crusher (Gates McFadden) i l'historiador visitant Dr. Whalen (David Selburg) a unir-se a ell a l'holocoberta. Mentre Crusher encara es prepara, Picard i Whalen estan preparats per entrar a l'holocoberta quan el tinent Data (Brent Spiner) arriba després d'escoltar la invitació de Picard. Entrant a l'holodecoberta, els tres descobreixen que Jessica ha estat assassinada en absència de Picard. Com Picard explica que va veure Jessica a la seva oficina el dia abans, el tinent Bell (William Boyett) porta a Picard a la comissaria de policia per ser interrogat com a sospitós del seu assassinat. Mentrestant, l' Enterprise és escanejada des de la distància pels jarada, provocant una pujada de potència als controls externs de l'holocoberta. La doctora Crusher entra més tard a l'holodecoberta, primer experimenta una fallada momentània amb les portes de l'holocoberta, i s'uneix als seus amics a la comissaria de policia.
Els jarada demanen la seva salutació abans de l'hora convinguda i se senten insultats per haver de parlar amb algú que no sigui el Capità. La tripulació intenta comunicar-se amb Picard a l'holocoberta però és impossible; el senyal dels jarada ha afectat les funcions de l'holocoberta, impedint l'obertura de les portes o permetent la comunicació amb la tripulació a l'interior. El tinent Geordi La Forge (LeVar Burton) i Wesley Crusher (Wil Wheaton) intenten reparar els sistemes holocoberta. Mentre està dins de l'holocoberta, el grup torna a l'oficina de Dixon. Apareix el Sr. Leech (Harvey Jason), després d'esperar a Picard, exigint-li que torni un objecte que creu que Jessica li va donar. Quan Picard no entén, Leech dispara al Dr. Whalen amb una pistola, i la tripulació descobreix que els protocols de seguretat s'han desactivat, ja que Whalen està greument ferit. Mentre la Dra. Crusher cuida la seva ferida, Picard i Data descobreixen que l'holocoberta funciona malament i no poden sortir del programa. Redblock s'uneix al Sr. Leech i continua exigint l'objecte. El tinent McNary, amic de Hill, arriba i es veu involucrat en l'enfrontament. Picard intenta explicar la naturalesa de l'holocoberta, però Redblock es nega a creure'l.
A l'exterior, Wesley troba l'error, però no pot simplement apagar el sistema per por de perdre tothom que hi ha a dins. En lloc d'això, en Wesley restableix la simulació, col·locant breument en Picard i els altres enmig d'una tempesta de neu abans de tornar a trobar-se a l'oficina de Dixon. Amb el reinici esborrant el mal funcionament, finalment apareixen les portes de sortida. Malgrat les advertències de Picard, Redblock i Leech surten de l'holocoberta, però es dissipen a mesura que es mouen més enllà del rang dels seus holoemissors. Quan surten de l'holocoberta, Picard agraeix a McNary, que ara sospita que el seu món és artificial i li pregunta si la marxa de Picard és "el gran adéu", a la qual cosa Picard respon que no ho sap. Picard arriba al pont a temps per donar la salutació adequada a la jarada. Els jarada accepten la salutació, anunciant l'inici de les negociacions amb èxit.

## Repartiment i doblatge al català
La sèrie va ser doblada al català pels estudis Tramontana (primera part) i Soundtrack (segona part) i emesa a TV3 l’any 1991. Els dobladors de l'episodi foren:
| Personatge      | Actor/actriu      | Veu en català         |
| --------------- | ----------------- | --------------------- |
| Jean-Luc Picard | Patrick Stewart   | Joan Crosas           |
| William Riker   | Jonathan Frakes   | Antoni Forteza        |
| Data            | Brent Spinner     | Joaquim Sota          |
| Geordi La Forge | LeVar Burton      | Aleix Estadella       |
| Worf            | Michael Dorn      | Enric Arquimbau       |
| Beverly Crusher | Gates McFadden    | Pilar Rubiella        |
| Deanna Troi     | Marina Sirtis     | Alicia Laorden        |
| Tasha Yar       | Denise Crosby     | Teresa Manresa        |
| Wesley Crusher  | Will Wheaton      | Roger Pera            |
| Cyrus Redblock  | Lawrence Tierney  | Joan Velilla          |
| Harvey Jason    | Felix Leech       | Enric Isasi Isasmendi |
| Gary Armagnac   | Tinent McNary     | Joan Pera             |
| William Boyett  | Dan Bell          | Manel Català          |
| David Selburg   | Dr. Whalen        | Lluís Gavaldà         |
| Dick Miller     | Venedor de diaris | Josep Maria Zamora    |

## Producció

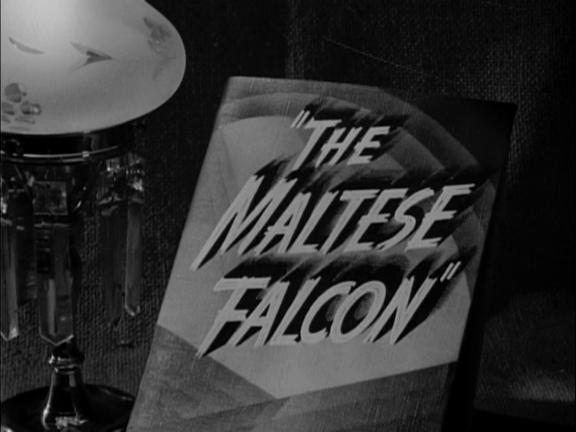
S'han inclòs deliberadament referències a "L'adéu final" a la pel·lícula de 1941 "El falcó maltès".

La idea inicial del programa holocoberta basat en detectius de Picard va ser del creador de la sèrie Gene Roddenberry i d'altres de l'equip de redacció. Tracy Tormé va rebre crèdit per escriure l'episodi. Tormé va dir que va afegir elements del cinema negre, incloses referències a El falcó maltès (1941). Redblock i Leech representen els personatges interpretats per Sydney Greenstreet i Peter Lorre. El personal de producció va intentar crear el mateix disseny de l'oficina de detectius de la pel·lícula. Dixon Hill es va anomenar originalment Dixon Place Steele en referència a la pel·lícula In a Lonely Place (1950), una pel·lícula negra. protagonitzada per Humphrey Bogart. No obstant això, el nom va ser canviat a causa de semblances amb el nom del personatge principal de la sèrie de televisió estatunidenca Remington Steele. El nom de l'episodi és en si mateix una referència a dues obres de l'escriptor de ficció policial Raymond Chandler, El son etern i The Long Goodbye. Tormé va ampliar molt els jarada, però a causa de les restriccions pressupostàries només s'escolten a l'episodi. Després de l'episodi "Refugi", "L'adéu final" és el segon crèdit de la sèrie per a Tormé. Originalment es va programar que Rob Bowman dirigís l'episodi, però després de problemes amb "Datalore" l'ordre de rodatge es va canviar, de manera que Joe Scanlan va dirigir "L'adéu final" en el seu lloc.
Scanlan i Tormé van recomanar filmar les seqüències de l'holocoberta en blanc i negre, però Rick Berman i Bob Justman no estaven d'acord amb la idea. "L'adéu final" va ser el primer episodi basat en l'holocoberta de la franquícia Star Trek, tot i que l'episodi de la sèrie animada "The Practical Joker" va destacar per mostrar un prototip inicial de tecnologia holocoberta a través d'una "sala d'esbarjo" quan va sortir catorze anys abans de l'episodi de TNG el 1974. L'holocoberta apareixeria més tard a la temporada a "Binaris", així com un nombre d'altres episodis de diverses sèries, i eventualment es convertiria en una característica habitual. A causa de les diferències entre les escenes de Dixon Hill i les ambientades a l' Enterprise, Scanlan va tractar els diversos escenaris com si estigués filmant dos episodis sense connexió.
Tierney era conegut per interpretar els dolents en les pel·lícules de cinema negre de la dècada de 1940 com Dillinger (1945) i The Devil Thumbs a Ride (1947). Després de la seva actuació a Star Trek: La nova generació, Tierney va guanyar nova fama interpretant a Joe Cabot a la pel·lícula de Quentin Tarantino Reservoir Dogs (1992). Wheaton va recordar més tard que se sentia intimidat per Tierney durant el rodatge, ja que tenia 15 anys i que Tierney tenia la reputació de tenir un caràcter similar als dels nois durs que interpretava normalment. Tierney va tornar a Star Trek el 1997 per interpretar un regent alienígena a l'episodi Deep Space Nine, "Business as Usual". Wheaton va dir que després de 12 episodis anteriors de la sèrie en aquell moment, ell i el repartiment i la tripulació preferien "L'adéu final", ja que els permetia interpretar una peça del període. L'holoprograma de Dixon Hill va reaparèixer a l'episodi de la segona temporada "Nimfomania",, l'episodi de la quarta temporada "Pistes", i a la pel·lícula Star Trek: First Contact (1996). Els personatges de Dixon Hill també apareixen a la novel·la amb llicència A Hard Rain. A l'episodi de Star Trek: Enterprise "Cogenitor", Trip Tucker selecciona una pel·lícula per veure. A la llista de títols, un s'anomena Dixon Hill and the Black Orchid.

## Premis
Com a reconeixement al seu "nou estàndard de qualitat per a la sindicació de primera tirada", l'episodi va ser guardonat amb un Premi Peabody el 1987. "L'adéu final" també va ser nominada a dos Premis Emmy en les categories de Cinematografia destacada per a una sèrie i al dissenyador de vestuari William Ware Theiss, que va guanyar el premi en aquesta darrera categoria.

## Recepció
L'episodi es va emetre per primera vegada l'11 de gener de 1988, rebent una puntuació de Nielsen d'11,5 milions. Va ser el primer episodi nou emès des del novembre anterior, quan 10,3 milions d'espectadors van veure "Resfugi". "L'adéu final" va rebre més espectadors que el següent episodi "Datalore", que també va tenir només 10,3 milions d'espectadors.
Després del seu llançament inicial, una crítica a TV Guide va criticar l'episodi per la seva similitud amb l'episodi de La sèrie original "Un tros de pastís", que mostrava un planeta basat en els gàngsters de Chicago anys 1930. Nombrosos crítics van tornar a veure l'episodi després del final de la sèrie. Keith DeCandido de Tor.com va elogiar el "casting convidat estel·lar" i va dir que Tierney "s'apropia de l'episodi". Va comparar l'episodi amb El falcó maltès i va dir que l'episodi comptava amb "actuacions encantadores" de tot el repartiment. DeCandido va donar a l'episodi una puntuació de set sobre deu. El membre del repartiment Wil Wheaton va qualificar l'episodi d'un "esforç col·laboratiu fantàstic, des del guió de Tracy Tormé, a la direcció de Joseph Scanlan, a la fotografia d'Ed Brown, a l'actuació de tots els actors. Hi ha una raó per la qual 'L'adéu final' és l'únic episodi de Star Trek en guanyar un Peabody". Va donar a l'episodi una nota A.
Escrivint per a Den of Geek el 2012, James Hunt va dir que el risc de desintegració a l'holocoberta era "una bogeria" i es va rectificar en episodis posteriors. Va pensar que l'episodi destacava dels altres a la primera temporada a causa de la història del prototip de l'holocoberta. "L'holocoberta es trencarà una vegada i una altra amb el pas dels anys, però rarament d'una manera més interessant que aquesta. No és que L'adéu final fos especialment interessant, però té la rara fortuna de ser el primer", va escriure Hunt.
Michelle Erica Green de TrekNation va elogiar el diàleg però va considerar que l'episodi no "aguantava molta anàlisi lògica". També va dir que va ser un episodi "divertit" que "va posar l'escenari" per als episodis de l'holocoberta amb l'holograma sensible del Professor Moriarty a "Elemental, estimat Data" i "Una nau en una ampolla". Escrivint per The A.V. Club, Zack Handlen va observar "una certa planitud" en parts de l'episodi i va considerar "molt ximple" que els personatges es desintegrin lentament després de sortir de l'holocoberta. Tot i que va dir que l'holocoberta de "L'adéu final" era semblant a "una Xbox que es menja periòdicament el teu gat", va donar a l'episodi una nota general de B−.
El 2016, Syfy va classificar aquest com el setè millor episodi d'holocoberta de la franquícia Star Trek.
El 2017, Den of Geek va enumerar "L'adéu final" com un dels deu episodis més innovadors de Star Trek: La nova generació, assenyalant com va ser el primer 'episodi holocoberta' del programa i "va establir el precedent"; "va establir com es podria utilitzar l'holocoberta per animar l'espectacle i ampliar els seus horitzons." Observen la seva influència en episodis posteriors de l'holoconerta com ara "Una nau en una ampolla" i "Recerques en el buit".
El 2019, CBR va classificar aquest com l'11è millor episodi de temàtica holocoberta de tots els episodis de la franquícia de Star Trek fins aquell moment. El 2019, Den of Geek va recomanar tornar a veure aquest episodi com a fons per a Star Trek: Picard.
El 2020, Looper va enumerar aquest un dels millors episodis de Jean Luc Picard.

## Estrena als mitjans
"L'adéu final" es va publicar en casset VHS als Estats Units i al Canadà el 26 d'agost de 1992. L'episodi es va estrenar en la caixa de DVD de la primera temporada de Star Trek: La nova generació el març de 2002. El conjunt de Blu-ray de la primera temporada es va llançar el 24 de juliol de 2012.